# محمدرضا خاتمی بروجردی
محمدرضا خاتمی بروجردی فقیه اصولی و فیلسوف سینوی از علماء مبرز معاصر شیعه ایران است. برادران وی محمد تقی، محمد علی، محمد مهدی و محمد 
موسی هستند.

## زندگینامه
محمدرضا خاتمی بروجردی در سال ۱۳۴۱ قمری مطابق با ۱۳۰۲ شمسی در بروجرد متولد شد. جد او مولا محمد تقی کمره‌ای معروف به ملا حاتم عالم و حاکم متنفذ کمره در اواخر دوران قاجار و پدرش حسن خاتمی کمره‌ای بروجردی از شاگردان مبرز آخوند خراسانی و از مجتهدان بروجرد بود.
محمدرضا تحصیلات ابتدایی و مقدمات را در بروجرد به پایان رساند و در دوازده سالگی بدستور پدرش به قم رفت و به تحصیلات دوره سطح در علوم حوزوی پرداخت ولی چون در آن زمان نجف پایگاه اصلی فقه و علوم اسلامی بود در سن چهارده سالگی به نجف عزیمت نمود و مراتب علمی را با موفقیت و سرعت طی کرد و در مدت شش سال اقامت از محضر استادان بزرگ چون غلامحسین اردبیلی و ابوالقاسم خویی (صاحب تقریرات) و محمدعلی کاظمینی (صاحب تقریرات)، کاظم شیرازی، محمد حسین غروی اصفهانی و سید ابوالحسن اصفهانی استفاده نمود و بدرجه اجتهاد رسیده و در سن بیست سالگی موفق به اخذ درجه اجتهاد مطلق و تام از سید ابوالحسن اصفهانی -مرجع شیعیان در آن زمان- و  کاظم شیرازی و محمدعلی کاظمینی و سید حسین طباطبایی بروجردی و ابوالقاسم خویی و حجت کوه کمری شد و از ایشان و سایر رجال علمی عصر خود اجازات جامع در فقاهت و روایت دریافت. در همان سال‌ها کرسی استادی فقه جعفری در داشگاه الازهرمصر به او پیشنهاد شد اما به در خواست پدرش که خواستار بازگشت او به ایران بود آن را رد کرد و در سال ۱۳۶۵قمری مطابق ۱۳۲۴ شمسی به ایران مراجعت نمود و یکسال در بروجرد اقامت کرد و در این سال با عزیزة السادات فاطمه دختر میرزا ابوالمجد مواهبی طباطبایی فرزند میرزا سید محمود طباطبایی بروجردی فقیه برجسته دوران ناصرالدین شاه و صاحب کتاب مشهور مواهب السنیه ازدواج کرد وسال بعد به قم عزیمت کرد و چند سالی در قم به تدریس فقه و اصول پرداخت و سپس مجاور حسنی شد و نظارت بر حوزه علمیه را به عهده گرفت و به تدریس علوم و فلسفه اسلامی پرداخت.
علامه خاتمی در دوران تحصیل در نجف اشرف علاوه بر تحصیل علوم متداول حوزوی به تحصیل فلسفه نیز پرداخت و بخصوص از محضر محمد حسین غروی معروف به کمپانی که فیلسوفی صدرایی مشرب بود استفاده کرد اما در واقع خود به فلسفه ابن سینا راغب و فیلسوفی سینوی بود و در آثار فلسفی و طبی او استادی کم‌نظیر بود و مدتی نیز برای خواص شفا و اشارات و قانون ابن سینا را تدریس کرد و بر آن‌ها تعلیقه داشت؛ و برای نخستین بار کتاب اشارات و تنبیهات شیخ را به همراه شرح خواجه نصیر طوسی از روی کهنترین نسخه‌ها ویرایش و منتشر کرد و مقدمه‌ای مفصل بر فلسفه ابن سینا نوشت. علامه بروجردی همچنین متکلم و اصولی متبحری بود و مناظرات متعدد در زمینه‌های مختلف با اخباریون و اهل حدیث داشت. از جمله مناظرات معروف او در تابستان ۱۳۵۲ بود که ضمن چندین جلسه طولانی در تهران با سرکردگان مشهور این جریان در حوزه‌ها انجام گرفت و در همه مناظرات با حجت و برهان قاطع بطلان مواضع آنان را نشان داد و صحت رهیافت اصولی و عقلی را اثبات کرد. سرانجام در خردادماه ۱۳۵۷ به دلیل ابتلاء به سرطان مغز به سن ۵۵ سالگی در شهرری دار فانی را وداع گفت و روح او به دیار حق شتافت. سید احمد خوانساری فقیه نامدار که از دوستان او بود بر او نماز خواند و جسم او در جوار حضرت عبدالعظیم و امامزاده حمزه، در مقبره مفسر بزرگ شیعه  ابوالفتوح رازی- که اکنون به رواق ابوالفتوح معروفست- به خاک سپرده شد.

## فرزندان او
احمد خاتمی (استاد دانشگاه) مورخ و نویسنده کتب تاریخی از جمله فرزندان خاتمی بروجردی می‌باشد.
محمود خاتمی (استاد دانشگاه)